# Flaga Turks i Caicos
Flaga Turks i Caicos – brytyjska niebieska bandera z tarczą herbu nadanego terytorium 26 września 1965, umieszczoną w środku części swobodnej. Flaga została wprowadzona w 1968. Proporcje 1:2.